# Vlag van Chièvres
De vlag van Chièvres is op onbekende datum bij raadsbesluit vastgesteld als de vlag van de Henegouwse gemeente Chièvres. De vlag kan als volgt worden beschreven:
Twee even lange banen van rood en van geel met drie gekroonde gele leeuwen in de rode baan, geplaatst 2 (links en rechts) en 1.
De vlag komt overeen met het vlagontwerp van de Raad van Heraldiek en Vexillologie (Frans: Conseil d’héraldique et de vexillologie). De kleuren van de vlag en de gele leeuwen zijn ontleend aan het gemeentewapen.